# Radio TV Serie A
Radio TV Serie A è una radio tematica dedicata alla Serie A ed edita da RDS e Lega Serie A.

## Programmazione
Radio TV Serie A trasmette in modalità DAB e IP, visibile sul sito e sull'app della Lega Serie A, nonché sul sito e sull'app di RDS, a partire da sabato 19 agosto 2023, in concomitanza con l’avvio del campionato e realizzata in partnership tra la Lega Serie A e RDS. È stata disponibile in modalità HbbTV sul digitale terrestre alla LCN 899, nel mux Persidera 1, prima di rimanere solo su DAZN.
Su DAZN sono disponibili anche i programmi in modalità ondemand.
Il palinsesto di Radio Serie A prevede nomi di spicco del panorama giornalistico e calcistico italiano tra cui Alessandro Alciato, Marco Cattaneo, Serse Cosmi, Alessandro Diamanti, Giulia Mizzoni, Sandro Piccinini, Giorgia Rossi, Eva Gini e Riccardo Trevisani.
Trasmette 7 giorni su 7, con programmi originali in diretta dalle sette del mattino a mezzanotte, dagli studi RDS di Roma e Milano e da quelli EI Towers di Firenze.

## Conduttori attuali
- Giorgia Rossi
- Mino Taveri
- Massimo De Luca
- Marco Cattaneo
- Gabriele Giustiniani
- Alberto Santi
- Monica Bertini
- Lia Capizzi
- Gianluca Teodori
- Nicolò Ramella
- Gianmario Bonzi
- Alessandro Rimi
- Andrea Consales
- Michele Pedrotti
- Chiara Icardi
- Simone Bargellini
- Andrea Pratellesi
- Riccardo Mancini
- Fabio Donolato
- Claudia Tosoni

## Conduttori storici
- Giulia Mizzoni
- Eva Gini
- Giusy Meloni
- Alberto Santi

## Opinionisti
- Serse Cosmi
- Riccardo Trevisani
- Alessandro Diamanti
- Sandro Piccinini